# Hvardiiske, Hmelnîțkîi
Hvardiiske (în ucraineană Гвардійське) este localitatea de reședință a comunei Hvardiiske din raionul Hmelnîțkîi, regiunea Hmelnîțkîi, Ucraina.

## Demografie
Componența lingvistică a localității Hvardiiske
     Ucraineană (98,78%)
     Alte limbi (1,18%)
Conform recensământului din 2001, majoritatea populației localității Hvardiiske era vorbitoare de ucraineană (98,78%), existând în minoritate și vorbitori de alte limbi.